# Bik (zviježđe)
Bik (lat: Taurus) jedno je od zviježđa zodijaka. Jedna od najvećih konstelacija sjeverne polutke vidljiva za vrijeme zime, pozicionirana između Ovna i Blizanaca na istoku, Perzeja i Kočijaša na sjeveru, Oriona na jugoistoku i Eridana i Kita na jugozapadu.

## Važniji objekti
Aldebaran (α Bika) je najsjajnija zvijezda s prividnim sjajem od + 0.85 magnitude. Zvijezda je narančasti poddiv, tj zvijezda koja se tek maknula s glavnog niza. Aldebaran se nalazi oko 65 ly od nas.
Iza Aldebarana se nalaze Hijade, najbliži uočljivi otvoreni skup. Zvijezde su poredane u oblik slova "V" i čine bikovu glavu.
Zviježđe bika najpoznatije je otvorenom skupu Plejade ili Vlašići. To je mladi otvoreni skup, udaljen tek 450 ly od nas. Golim okom je moguće vidjeti 7 najsjajnijih zvijezda u njemu koje često nose naziv i Sedam sestara. Skup je predivan prizor u dvogledu ili manjem teleskopu.
Maglica Rakovica, objekt vidljiv samo u teleskopu, je ostatak supernove. Rakovica se nalazi sjeverozapadno od zvijezde ζ Bika. Eksplozija supernove dogodila se 4. srpnja 1054. godine i bila je dovoljno sjajna da se vidi po danu puna tri tjedna. Supernova je golim okom bila vidljiva 653 dana.

## Mitologija
Najpoznatija i najuvjerljivija od svih legendi posvećenih mitu Bika je ona o Minotauru. Prema toj legendi, nekad davno u Grčkoj je vladao kralj Agenor koji je imao tri sina: Kilika, Feneja i Kadma, i kćerku Europu. Za Europu se govorilo da je najljepša djevojka na svijetu, pa se moglo očekivati da će je zapaziti i vrhovni bog Zeus. Kako je on bio po prirodi veliki pustolov, nije mu bilo teško da siđe na Zemlju i potraži djevojku.

Ipak, kako je ne bi preplašio, on se pretvori u snježnobijelog bika i tako joj priđe. Ona ga prvo pomilova, a onda se popne na njegova leđa i uhvati za rogove. Zeus-bik tada pojuri prema moru i preplivavši ga brzinom munje stiže na otok Kretu. Tamo je ponovo uzeo svoje obličje pa se Europa odmah zaljubi u njega. Provela je s njim nekoliko lijepih godina (naravno, nisu sve vrijeme bili zajedno jer je Zeus, kao vrhovni bog imao i drugih poslova na Olimpu) i rodila mu tri sina: Minoja, Radamanta i Sardegona. Europu su svi voljeli i u znak te ljubavi prema njoj je nazvan i naš kontinent. A Posejdon bika kojeg su mu Zeus i Europa žrtvovali u znak zahvalnosti postavi na nebo i posveti mu jedno sazviježđe.